# Книжният гълъб
Книжният гълъб е българска детска телевизионна новела (психологическа драма) от 1966 година по сценарий на Йосиф Йосифов. Режисьор е Драголюб Гаджев, а оператор – Красимир Костов. Музиката е на „Джаз-формация“.

## Актьорски състав
| Изпълнител     | Роля        |
| -------------- | ----------- |
| Камен Матев    | момченцето  |
| Мариана Госева | момиченцето |